# Vretens församling
Vretens församling var en församling i Skara stift och i Skövde kommun. Församlingen uppgick  2010 i Värsås-Varola-Vretens församling. 

## Administrativ historik
Församlingen bildades 1996 genom sammanslagning av Edåsa församling och Ljunghems församling och var till 2010 annexförsamling i ett pastorat med Värsås församling som moderförsamling. Församlingen uppgick  2010 i Värsås-Varola-Vretens församling.

## Kyrkor
- Edåsa kyrka
- Vretens kyrka